# Општина Лешу (Бистрица-Насауд)
Лешу (рум. Leşu) општина је у Румунији у округу Бистрица-Насауд.
Oпштина се налази на надморској висини од 599 m.